# Lục cốc
Lục cốc (六穀) là một cách diễn đạt thời xưa, hàm ý chỉ sáu loại cây lương thực chủ yếu là: Đạo (gạo), Lương (cao lương), Thục (đậu tương), Lúa mạch, Thử (kê Proso), và Tắc (kê vàng). Xem thêm ngũ cốc.